# 外文書店 (上海)
外文書店是中華人民共和國上海市黃浦區的一座歷史建築，位於福州路390号，列入上海市第五批優秀歷史建築。这座建筑原本是世界书局的办公场所。中華人民共和國成立后該建築由国际书店上海分店接管，1958年又由上海外文書店接管。